# Jake Garn
Edwin Jacob „Jake“ Garn (* 12. Oktober 1932 in Richfield, Utah) ist ein ehemaliger US-amerikanischer Politiker (Republikanische Partei). Er war von 1974 bis 1993 Mitglied des US-Senats für Utah und der erste Politiker, der mit einem Space Shuttle in den Weltraum flog.

## Leben
Garn erhielt 1955 einen Bachelor in Business and Finance von der University of Utah. Er war Pilot bei der United States Navy und bei der Utah Air National Guard. Im April 1979 schied er im Rang eines Brigadegenerals aus. Von 1972 bis 1975 war Garn Bürgermeister von Salt Lake City. 1974 wurde er als Nachfolger des nicht mehr kandidierenden Wallace F. Bennett das erste Mal in den Senat gewählt. Im Amt des Senators war er vom 21. Dezember 1974 bis zum 3. Januar 1993. Als Vorsitzender des Senats-Bankenkomitees war Garn Mitautor des Garn-St. Germain Depository Institutions Act von 1982, einem Gesetz zur Deregulierung der Sparkassen in den USA, das Ende der 1980er Jahre zur Savings-and-Loan-Krise führte. Nach seinem Ausscheiden aus dem Senat war er stellvertretender Vorsitzender der Huntsman Chemical Corp. in Salt Lake City.
Jake Garn ist zum zweiten Mal verheiratet und hat aus der ersten Ehe vier und aus der zweiten Ehe zwei Kinder sowie einen Stiefsohn.

## Astronautentätigkeit

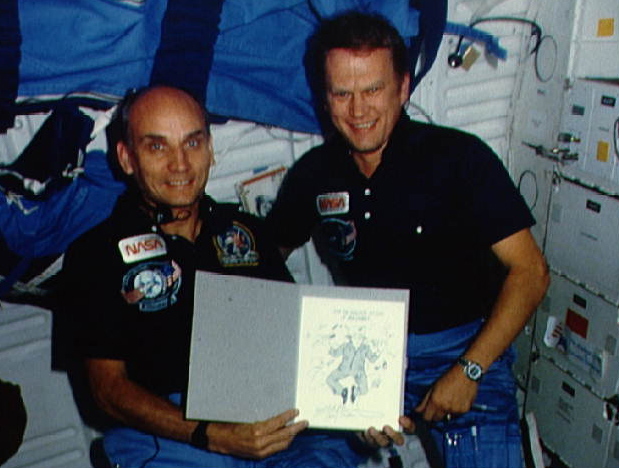
Jake Garn (links) und Karol Bobko

### STS-51-E
Der Flug STS-51-E der Challenger wurde wegen Problemen der IUS-Oberstufe abgesagt. Es hätte ein TDRS-Satellit ausgesetzt werden sollen. Als Besatzung waren nebst Garn Karol Bobko, Donald Williams, Rhea Seddon, David Griggs, Jeffrey Hoffman und der französische Nutzlastspezialist Patrick Baudry vorgesehen.

### STS-51-D
Am 12. April 1985 startete Garn als Nutzlastspezialist mit der Raumfähre Discovery zur Mission STS-51-D ins All. Nutzlast waren die beiden Satelliten TELESAT-9 und LEASAT-3. Beim letzteren funktionierte jedoch die automatische Inbetriebnahme der Antenne und des Triebwerks nicht. Trotz eines Weltraumausstiegs durch die Astronauten Jeffrey Hoffman und David Griggs konnte dieser Defekt nicht behoben werden. Während des Fluges litt Garn beträchtlich an der sogenannten Raumkrankheit.

## Trivia
Nach seiner Rückkehr war er Mitautor eines Buches mit dem Titel Night Launch. Es wurde 1989 veröffentlicht und handelt von der Entführung eines Space Shuttles durch Terroristen.